# Сангер (Каліфорнія)
Сангер (англ. Sanger) — місто (англ. city) в США, в окрузі Фресно штату Каліфорнія. Населення — 26 617 осіб (2020).

## Географія
Сангер розташований за координатами 36°42′3″ пн. ш. 119°33′29″ зх. д. / 36.70083° пн. ш. 119.55806° зх. д. (36.700902, -119.558026).  За даними Бюро перепису населення США в 2010 році місто мало площу 14,31 км², уся площа — суходіл.

## Демографія
Згідно з переписом 2010 року, у місті мешкало 24 270 осіб у 6659 домогосподарствах у складі 5577 родин. Густота населення становила 1696 осіб/км².  Було 7104 помешкання (497/км²).
Расовий склад населення:
| - 59,6 % — білих - 3,1 % — азіатів - 1,3 % — корінних американців - 0,9 % — чорних або афроамериканців - 0,2 % — вихідців з тихоокеанських островів - 31,5 % — осіб інших рас |

До двох чи більше рас належало 3,5 %. Частка іспаномовних становила 80,5 % від усіх жителів.
За віковим діапазоном населення розподілялося таким чином: 33,6 % — особи молодші 18 років, 57,0 % — особи у віці 18—64 років, 9,4 % — особи у віці 65 років та старші. Медіана віку мешканця становила 29,2 року. На 100 осіб жіночої статі у місті припадало 97,4 чоловіків;  на 100 жінок у віці від 18 років та старших — 95,6 чоловіків також старших 18 років.
Середній дохід на одне домашнє господарство  становив 57 530 доларів США (медіана — 43 099), а середній дохід на одну сім'ю — 60 876 доларів (медіана — 49 903). Медіана доходів становила 36 993 долари для чоловіків та 31 338 доларів для жінок. За межею бідності перебувало 23,0 % осіб, у тому числі 30,2 % дітей у віці до 18 років та 22,6 % осіб у віці 65 років та старших.
Цивільне працевлаштоване населення становило 9839 осіб. Основні галузі зайнятості: освіта, охорона здоров'я та соціальна допомога — 22,4 %, сільське господарство, лісництво, риболовля — 12,3 %, роздрібна торгівля — 10,6 %, виробництво — 10,2 %.